# Chvalešovice
Chvalešovice (dříve také Chvalšovice) jsou vesnice, část obce Dříteň v okrese České Budějovice v Jihočeském kraji. Nachází se asi 3,5 kilometru severozápadně od Dřítně. Prochází tudy železniční trať Číčenice – Týn nad Vltavou. Je zde evidováno 73 adres. V roce 2011 zde trvale žilo 135 obyvatel.
Chvalešovice jsou také název katastrálního území o rozloze 14,26 km². V katastrálním území Chvalešovice leží i Malešice.

## Historie
První písemná zmínka o vesnici pochází z roku 1378, kdy dvůr Chvalešovice byl majetkem Petra Kabeleho z Chvalešovic. V 16. a začátkem 17. století měla Chvalešovice ve svém držení libějovická rodová větev Malovců z Malovic. V druhé polovině 16. století Zikmund Malovec z Malovic vystavěl ve vsi tvrz. V letech 1618–1620 se Malovcové zúčastnili českého stavovského odboje, Chvalešovice jim proto byly v roce 1619 odebrány (konfiskovány) a v roce 1628 byly prodány císařskému generálovi Baltazaru Marradasovi. Od těch dob Chvalešovice sdílely osudy s hlubockým panstvím.

## Obyvatelstvo
| Rok            | 1869 | 1880 | 1890 | 1900 | 1910 | 1921 | 1930 | 1950 | 1961 | 1970 | 1980 | 1991 | 2001 | 2011 | 2021 |
| -------------- | ---- | ---- | ---- | ---- | ---- | ---- | ---- | ---- | ---- | ---- | ---- | ---- | ---- | ---- | ---- |
| Počet obyvatel | 274  | 290  | 305  | 305  | 288  | 319  | 301  | 245  | 257  | 205  | 188  | 149  | 153  | 135  | 156  |
| Počet domů     | 35   | 38   | 40   | 41   | 43   | 43   | 52   | 57   | 97   | 49   | 52   | 54   | 70   | 72   | 74   |

## Obecní správa
Při sčítání lidu v letech 1850–1880 Chvalešovice byly osadou obce Malešice v okrese Budějovice. V letech 1880–1976 byly samostatnou obcí, se kterým patřily nejprve do okresu Týn nad Vltavou, ale v roce 1950 v okrese Vodňany a od roku 1960 v okrese České Budějovice. Od 1. dubna 1976 do 30. června 1985 byly částí obce Temelín v okrese České Budějovice. Od 1. července 1985 jsou částí obce Dříteň v okrese České Budějovice. Od 12. června 1960 do 31. března 1976 k obci patřily Malešice.

## Pamětihodnosti
- Tvrz (čp. 23)

## Hospodářství

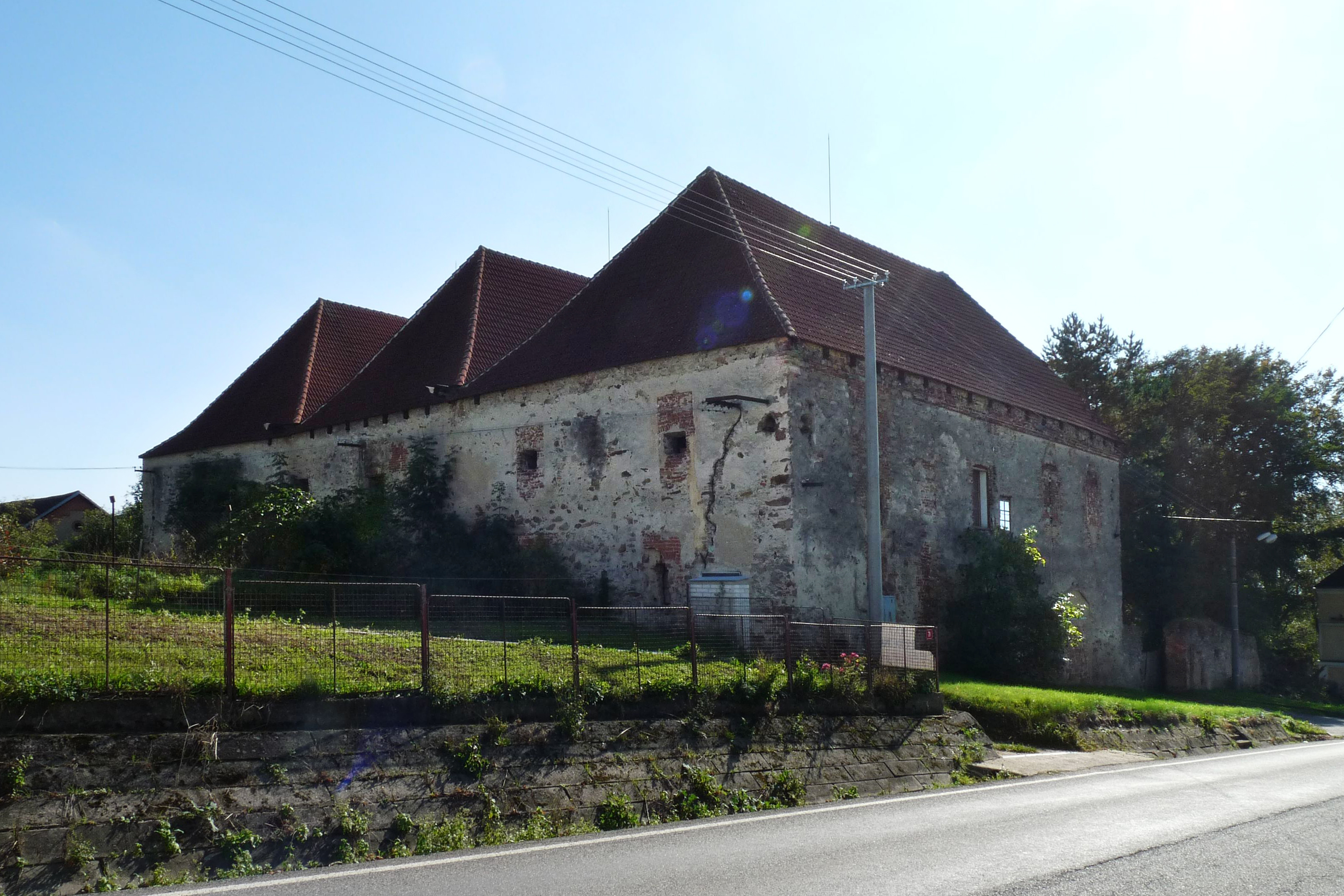
Chvalešovická tvrz

V Chvalešovicích je lihovar a pálenice.